# Rigas rådhus
Rigas rådhus (lettiska: Rīgas rātsnams) är en byggnad för Rigas stads styrelse vid Rådhusplatsen i Riga i Lettland. 
Rigas första rådhus byggdes ungefär 1334. Ett senare rådhus, en 60 meter lång tvåvåningsbyggnad, på samma plats, blev färdigt 1765. Det ritades av den ryske arméingenjören Johan Etinger (1714–1767). Rådhuset byggdes om 1791–1793 med mansardtak. En tredje våning byggdes på från 1848 efter ritningar av Johann Daniel Felsko (1813–1902).
Rådhuset förstördes i juli 1941 under andra världskriget och revs 1954. Det byggdes ett laboratorium för Rigas polytekniska institut på platsen, vilket revs 1991.
Det nuvarande rådhuset är en nybyggnad, som uppfördes 1996–1999. Det är en rekonstruktion med en stilmässig blandning med en klassisk fasad och torn och moderna element. Det är sedan 2003 säte för stadens råd.

## Fotogalleri

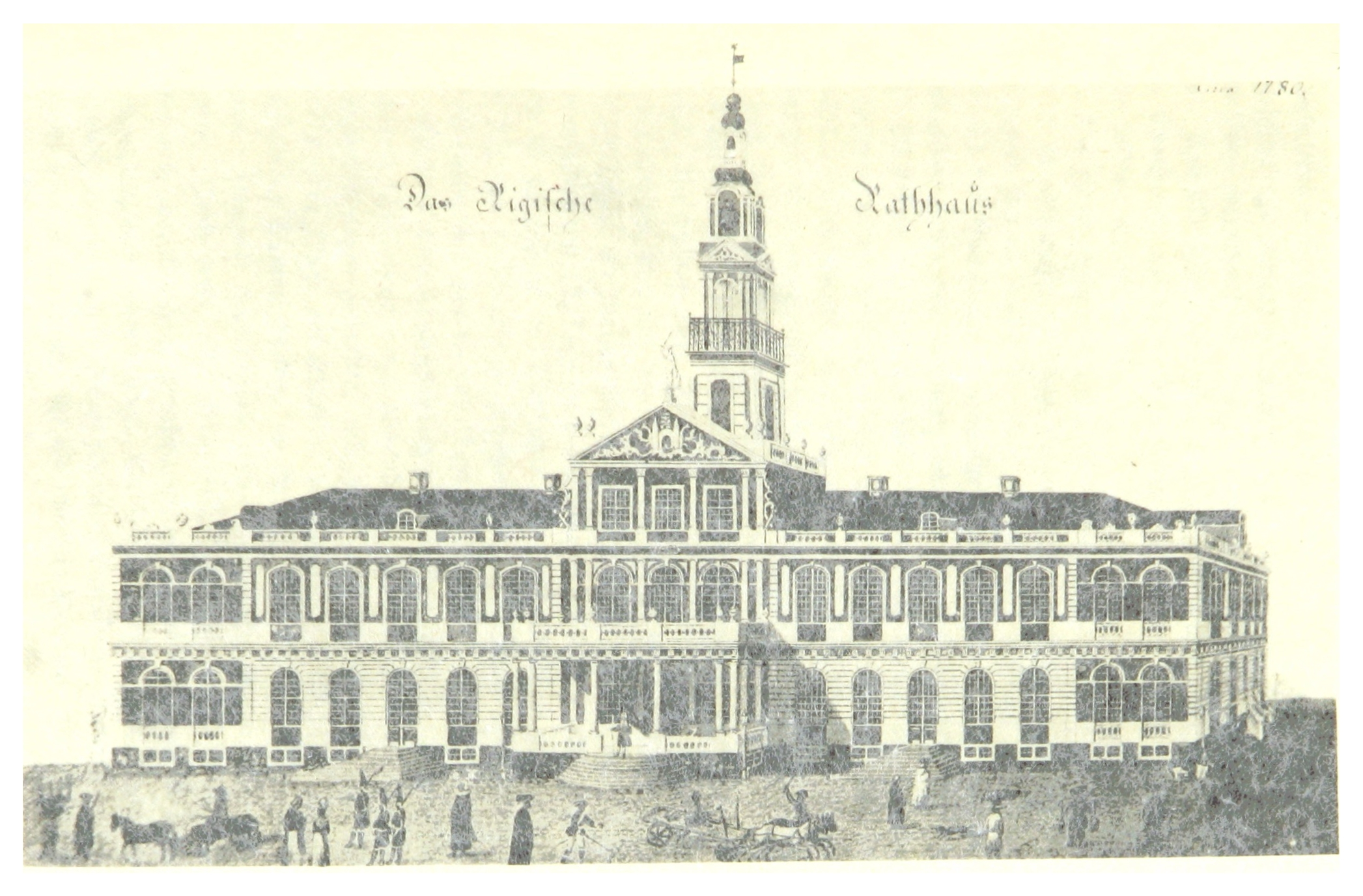
Rigas rådhus 1780
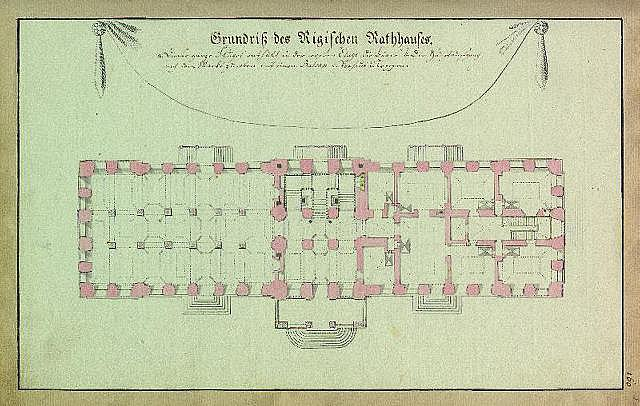
Grundplan från slutet av 1700-talet, av Johann Christoph Brotze
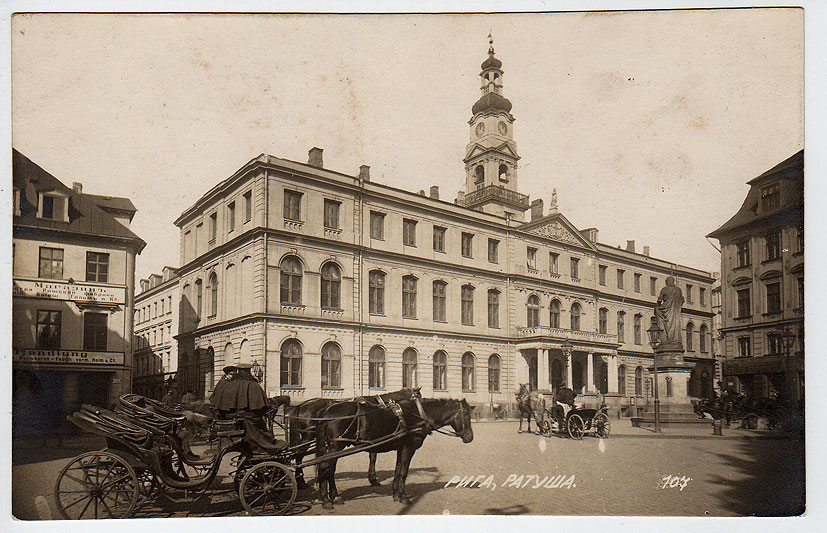
Rigas rådhus, mellan 1917 och 1920